# Новоукраинка (Покровский район)
Новоукра́инка (укр. Новоукраїнка) — село на Украине, находится в Покровском районе Донецкой области.
Код КОАТУУ — 1422782807. Население по переписи 2001 года составляет 34 человека. Почтовый индекс — 85363. Телефонный код — 623.

## Адрес местного совета
85362, Донецкая область, Покровский р-н, с.Лысовка, ул.Ленина, 68, тел. 5-38-7-48